# Prameniště Blanice
Prameniště Blanice je národní přírodní památka v katastrálních územích Křišťanov, Spálenec a Horní Sněžná v okrese Prachatice. Chráněné území je v péči Správy NP Šumava.

## Předmět ochrany
Důvodem ochrany je biotop a populace kriticky ohroženého druhu perlorodky říční (Margaritifera margaritifera), zejména raná vývojová stadia na prameništích řeky Blanice s mokřinami a prameništní vegetací a s rozsáhlou hydrografickou sítí mělkých pramenných stružek. Navazuje na severněji položenou národní přírodní památku Blanice.

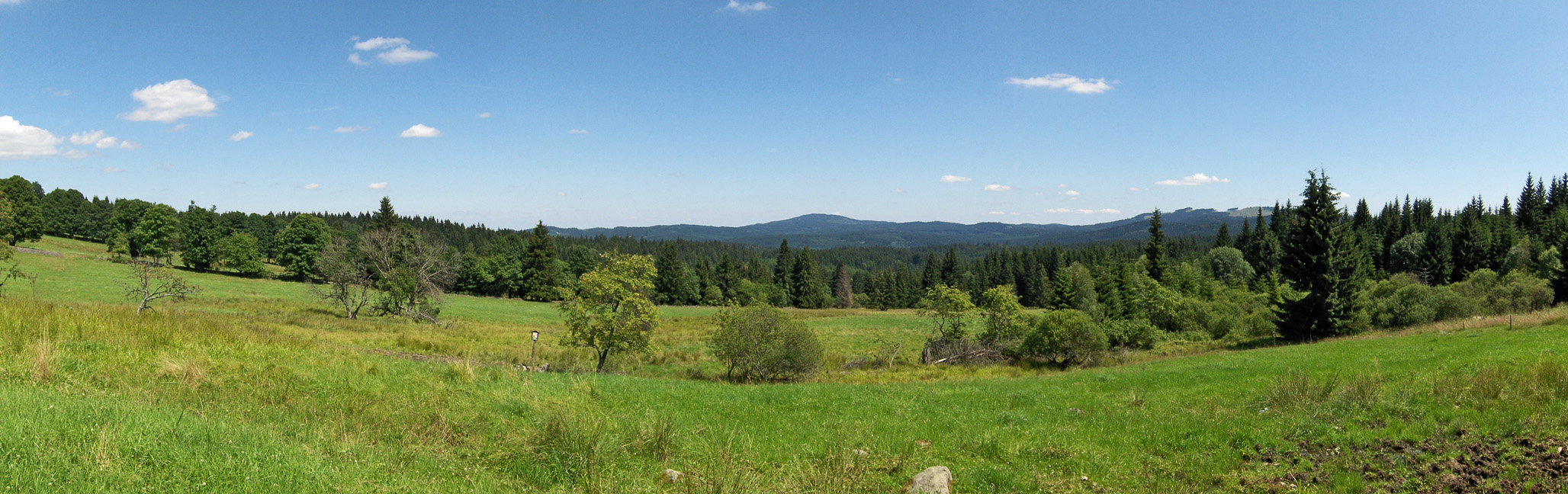
území bývalé Horní Sněžné, NPP Prameniště Blanice a vojenský újezd Boletice